# 維克斯區
維克斯區（西班牙語：Distrito de Viques），是秘魯的一個區，位於該國中部胡寧大區的萬卡約省，始建於1941年12月24日，面積3.57平方公里，海拔高度3,195米，2005年人口1,465，人口密度每平方公里410人。